# 吉川一雄
吉川 一雄（よしかわ かずお、1946年11月2日 - ）は、京都府出身のプロゴルファー。

## 来歴
5歳からゴルフを始める。高校卒業後に戸田藤一郎に師事し、戸田最後の門下生と言われる。1969年に23歳でプロテストに合格し、尾崎将司と同期となる。1972年には美津濃トーナメント・関西オープンに勝ち、1973年にはオールスターゴルフトーナメントを制するなどすぐに頭角を現し、中村通・山本善隆・宮本康弘と共に「関西四天王」とも呼ばれた。
1973年、ダンロップフェニックストーナメントの前身に当たる「全日空フェニックストーナメント」では、宮本と最後まで激しいデッドヒートを繰り広げ、最終日の16番で首位に立ったが、17、18番で痛恨のボギーを叩く。尾崎将司と並んでの2位タイに終わるが、優勝した宮本を祝福している。
1976年の日本プロマッチプレーでは、4日目の準決勝で鈴木規夫と対戦し、1アップで最終18番を迎え、グリーンエッジでチップインバーディーを決めて勝ち上がる。新井規矩雄との決勝では1番でバーディー、2，3番では新井のボギーでスタートから3ホール連続アップして有利に試合を進めた。その後は、新井が5、10番、吉川が9、13番で取って吉川3アップのまま終盤に入る。15番で新井がとって2アップになった吉川は、ここを取れば勝ちとなる17番パー3でピン手前15ヤードにオン。新井はグリーン手前に外し、チップインを狙って打ったが僅かにショートした。吉川はロングパットを30cmに寄せ、パーパットを沈めて2-1で決着。2代目のマッチプレー王者、吉川にとっては初めての日本タイトル奪取になった。師匠である戸田譲りのアイアンの切れの良さを大会随所で見せ、特に決勝では新井よりドライバー飛距離が劣るが、先にピンに絡めて行くことで、プレッシャーをかけた。試合後には「出だしで楽になりました。10番で新井さんにいきなり長いパット（10m）を決められた。11番パー5で4オンのパーでしたけど、新井さんがバーディーパットを外してくれたので」と日刊スポーツに展開を振り返り、「300万円（2位賞金）でも最高やと思っていたし、（優勝賞金600万円は）女房も喜ぶでしょう」と笑顔を見せた。
1979年には井上幸一と共にワールドカップ日本代表に選出され、団体でヘール・アーウィン&ジョン・マハフィー（アメリカ合衆国）、ケン・ブラウン&サンディ・ライル（スコットランド）、アントニオ・ガリード&マヌエル・ピニェロ（スペイン）、ハイメ・ゴンザレス&ラファエル・ナバロ（ブラジル）、陳志明&呂西鈞（中華民国）、エディ・ポーランド&デス・スミス（アイルランド）に次ぎ、マーク・ジェームス&マイケル・キング（イングランド）、ジャン・ガライアルド&ベルナール・パッカシオ（フランス）を抑え、ダン・ホールドソン&ジム・ネルフォード（カナダ）と並んで7位に入る。個人ではアーウィン、ベルンハルト・ランガー（西ドイツ）、ライル、ゴンザレス、ガリード、マハフィー、ラモン・ムニョス（ベネズエラ）に次ぎ、ブラウン、呂と並んで8位タイに入った。
1980年の日本オープン4日目ではまったく逆方向の風が吹きすさぶ中、序盤からバーディを重ね4アンダーまでスコアを伸ばし菊地勝司から首位を奪うが、13番で3パットのボギーを叩くと、人が変わったようにショットが乱れ始める。15番でボギー、16番でダボ、17番でボギーと大きく崩れ通算1オーバーでフィニッシュし、最終的には青木功と並んでの2位タイに終わった。
1982年の日本アジア航空ゴルフトーナメントでは初日を陳志・宮本・許勝三（中華民国）と並んでの2位タイでスタートし、3日目には6位に着け、最終日には藤木三郎・呂西と並んでの5位タイに入った。
1992年のブリヂストン阿蘇オープンを最後にレギュラーツアーから引退し、その後はシニアツアー入り。
不整脈が出て検査入院し、ニトログリセリンを携帯しながらプレーしたこともあったが、2016年の日本プロゴールドシニアでは初日に5バーディー、3ボギーの2アンダー70で首位に並ぶ。スタートの10番で2m、12番でも2mとショットが冴え、14番では上から5mを入れて3つ伸ばす。15番でダブルボギーになりそうな2mのボギーパットを沈めて落ち着き、後半をイーブンで回った。最終日は9番からボギー、ダボ、ボギーで、10番は折り返しで待たされてOBを打ってしまう。その後は立て直して15、16番でバーディーを取り、1打差2位と健闘。

## 主な優勝

### レギュラー
- 1972年 - 美津濃トーナメント、関西オープン
- 1973年 - オールスタートーナメント
- 1976年 - 日本プロマッチプレー
- 1985年 - 兵庫県オープン